# Міс Ван
Міс Ван (фр. Miss Van; 1973, Тулуза, Франція), також відома як Ванесса Еліс (фр. Vanessa Alice) — художниця, яка працює з графіті і в напрямку стріт-арт. Міс Ван почала малювати на вулиці Тулузи разом з Мадемуазель Кет у віці 18 років. Пізніше вона стала всесвітньо відомою вуличною художницею. В першу чергу, її роботи відзначені використанням унікальних персонажів, які називаються пупсами, або ляльками. Роботи Міс Ван з'явилися на вулицях по всьому світу, також її полотна виставляються в галереях по всій Франції, Європі та США. Нині її творчість тісно пов'язана як з вуличним мистецтвом, так і з образотворчим мистецтвом, часто з розмитими межами між ними.
Нині Міс Ван проживає в Барселоні. Звідти вона написала і віддала на публікацію кілька книг видавництва Drago, а також координувала кілька художніх виставок по всій Європі. Вона залишається однією з найвідоміших жінок-вуличних художників і граффітісток в світі.

## Творчість

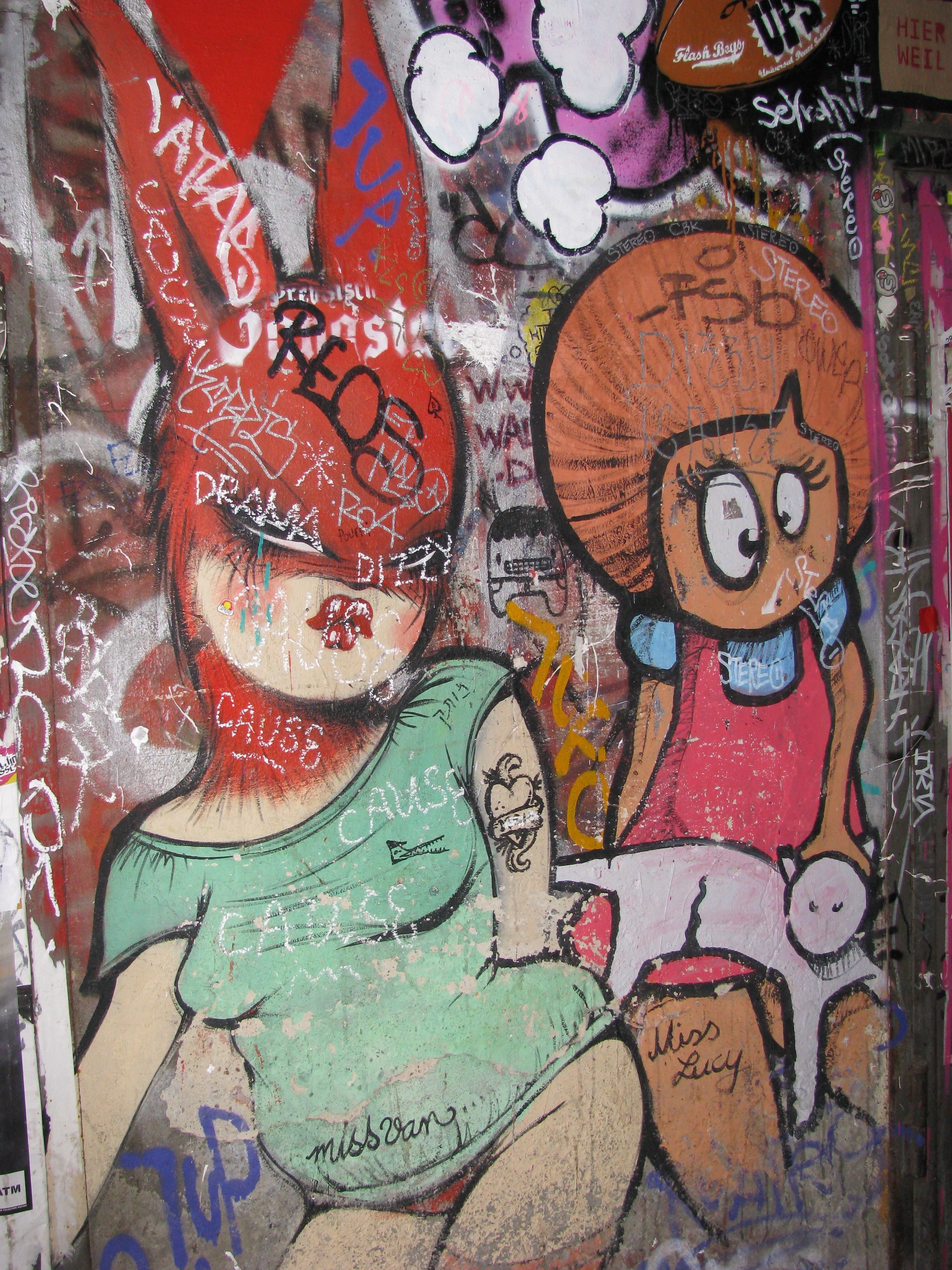
Робота Міс Ван з «Маленької Люсі» авторства Ель Бочо (Берлін, 2009 рік)

У своїх художніх роботах Міс Ван зазвичай зображує жінок з терновими очима (з темними розкосими очима), охоплюючи різноманітний спектр жіночих форм і висловлюючи безліч різних емоцій. Спільними темами для її творів служать еротизм, сексуальність, бажання і невинність, висловлені через маски тварин, пастельні кольори і відкритий одяг. Творчість Міс Ван ілюструє мультяшний, казковий світ жіночої сексуальності. Згодом стилізація жінок в її роботах змінилася, що відображало художню і особисту еволюцію Міс Ван в міру її дорослішання. Ця зміна відбувалося паралельно зі збільшенням переваги Міс Ван галереї над вулицею.
З 2008 до 2016 року Міс Ван виставляла свої роботи в багатьох приватних галереях по всьому світу: в Азії (Шанхай), в Європі (Лондон, Рим, Берлін, Париж і Відень ), в Північній Америці (Детройт, Санта-Моніка, Лос-Анджелес, Монреаль, Чикаго і Нью-Йорк  ). До найбільш важливих мистецьких заходів з її участю можна віднести «Still a Little Magic» (Сан-Франциско, 2008 рік), «Cachetes Colorados» (Мехіко, 2010 рік) і «A Moment in Time» (Галерея Саатчі, Лондон, 2016 рік  ). У 2016 році на «Бієнале Артмоссфера» в Москві (Росія) вона виставляла тканий вовняний килим на основі своєї картини.
У 2016 році Міс Ван провела свою першу інституційну художню виставку в Центрі сучасного мистецтва в Малазі під назвою "Для вітру в моїх волоссі". На ній було представлено 39 її оригінальних картин на полотні. Artnet News називає виставку "цікавим дискурсом між світами образотворчого мистецтва і стріт-арту".

## Критика
Тематика робіт Міс Ван викликає негативну реакцію з боку деяких феміністок через зображення жінок в її графіті. Сама художниця відзначала, що теми для її робіт є більш особистими, ніж це здається глядачам. Також вона говорила, що живопис на стінах був способом показати свій бойкот традиційного світу мистецтва. Ряд критиків сприймають її зображення сексуальності і жіночності як потужну відмову від чоловічої переваги і мистецтва, в якому домінують чоловіки. Її роботи також цінуються за зосередження на жінках і збільшення представництва жінок у вуличному мистецтві. Крім того, зображення повних жіночих фігур в творах Міс Ван розцінюється позитивно з позиції бодіпозитива. Міс Ван вважається однією з найвідоміших жінок серед вуличних художників у світі, де жіноче представництво вкрай невелике  .

## Публікації

### Книги з внеском Міс Ван
- Wild at Heart (2012)
- Twinkles (2011)

- Pop Surrealism: What a Wonderfool World (2010)
- Dorothy Circus Gallery Trilogy: Walk on the Wild Side (2013)